# Szewce (województwo lubelskie)
Szewce – wieś sołecka w Polsce położona w województwie lubelskim, w powiecie janowskim, w gminie Janów Lubelski.

## Demografia
W latach 1975–1998 miejscowość położona była w województwie tarnobrzeskim. Według Narodowego Spisu Powszechnego (III 2011 r.) liczyła 58 mieszkańców i była jedenastą co do wielkości miejscowością gminy Janów Lubelski.

## Historia
Wieś powstała jako część Ujścia. Istniała już w 1820 roku. Nazwa Szewce pojawiła się dopiero w 1897 oku. Wieś nazywana Szewce-Ujście liczyła wówczas 138 mieszkańców. W okresie II wojny światowej, 13 czerwca 1944 roku, miejscowość została spacyfikowana przez oddziały niemieckie. Dwie osoby zabito, a wieś spalono.